# Крилаті слова

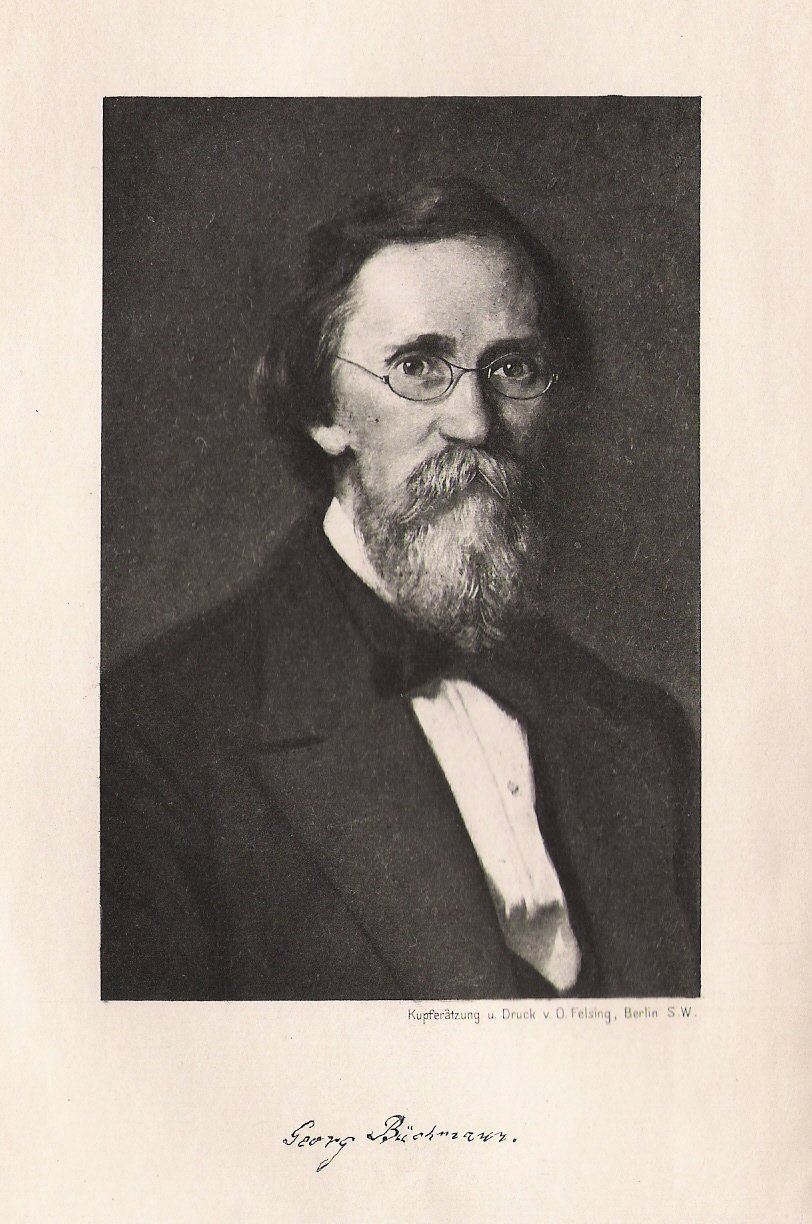
Георг Бюхман — німецький філолог, автор книги «Крилаті слова» (Gefluegelte Worte). Це перша у світі книга такого роду.

Крила́ті слова́ (крила́ті ви́слови, крила́ті фра́зи) — сталі словесні формули (влучні вислови, звороти мови, окремі слова).
До крилатих слів належать:
- висловлювання відомих осіб (письменників, політиків, громадських діячів та ін.);
- назви історичних та міфологічних подій, що набули переносного значення;
- власні імена історичних, міфологічних та літературних персонажів, які мають символічне значення тощо.

Є різні терміни на позначення цього поняття (літературна цитата, фразеологічна цитата, крилата фраза, крилатий вираз), але в українській науковій літературі усталився термін крилаті слова[джерело?].
Словосполучення крилаті слова набуло термінологічного значення після виходу у світ книги «Крилаті слова» (1864) німецького філолога Георга Бюхмана.

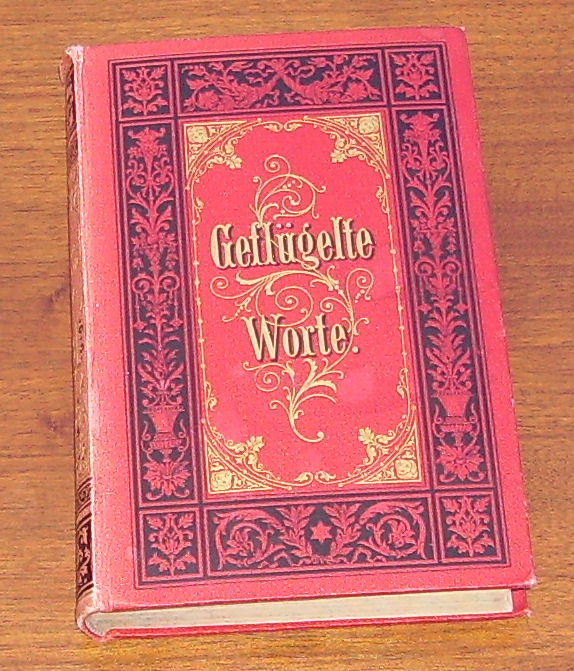
Одне з видань книги Георга Бюхмана «Крилаті слова»